# Paris-Troyes 2014
La 56e édition du Paris-Troyes a eu lieu le 16 mars 2014. La course fait partie du calendrier UCI Europe Tour 2014 en catégorie 1.2.
La course a été remportée par le Français Steven Tronet (BigMat-Auber 93) lors d'un sprint à neuf coureurs devant le Norvégien Kristoffer Skjerping (Joker) et son coéquipier et compatriote Flavien Dassonville.

## Présentation

### Équipes
Classé en catégorie 1.2 de l'UCI Europe Tour, Paris-Troyes est par conséquent ouvert aux équipes continentales professionnelles françaises, aux équipes continentales, aux équipes nationales et aux équipes régionales et de clubs.
22 équipes participent à ce Paris-Troyes : 1 équipe continentale professionnelle, 8 équipes continentales et 13 équipes régionales et de clubs.
| Nom de l'équipe | Pays   | Code |
| --------------- | ------ | ---- |
| Cofidis         | France | COF  |

| Nom de l'équipe       | Pays       | Code |
| --------------------- | ---------- | ---- |
| BigMat-Auber 93       | France     | BIG  |
| Bridgestone Anchor    | Japon      | BGT  |
| Differdange-Losch     | Luxembourg | CCD  |
| Idea                  | Italie     | IDE  |
| Itera-Katusha         | Russie     | TIK  |
| Joker                 | Norvège    | TJO  |
| La Pomme Marseille 13 | France     | LPM  |
| Rietumu-Delfin        | Lettonie   | RBD  |

| Nom de l'équipe                  | Pays        | Code |
| -------------------------------- | ----------- | ---- |
| Armée de Terre                   | France      | ADT  |
| CC Nogent-sur-Oise               | France      | NOG  |
| Charvieux-Chavagneux IC          | France      | CIC  |
| Guidon chalettois                | France      | GCH  |
| KTM road-and-trail.com           | Royaume-Uni | KTM  |
| Peltrax-CS Dammarie-lès-Lys      | France      | PEL  |
| Rémy Meder Haguenau              | France      | RMH  |
| SCO Dijon                        | France      | SCD  |
| UV Aube-Club Champagne Charlott' | France      | CCC  |
| UVCA Troyes                      | France      | UVC  |
| VC Caladois                      | France      | VCC  |
| VC Rouen 76                      | France      | VCR  |
| VC Toucy                         | France      | VCT  |

## Classement final
|    | Coureur              | Pays    | Équipe                |    | Temps           |
| -- | -------------------- | ------- | --------------------- | -- | --------------- |
| 1  | Steven Tronet        | France  | BigMat-Auber 93       | en | 4 h 08 min 20 s |
| 2  | Kristoffer Skjerping | Norvège | Joker                 | +  | 0 s             |
| 3  | Flavien Dassonville  | France  | BigMat-Auber 93       |    | 0 s             |
| 4  | Julien Antomarchi    | France  | La Pomme Marseille 13 |    | 0 s             |
| 5  | Romain Combaud       | France  | Armée de Terre        |    | 0 s             |
| 6  | Guillaume Levarlet   | France  | Cofidis               |    | 0 s             |
| 7  | Mathieu Teychenne    | France  | Armée de Terre        |    | 0 s             |
| 8  | Jérémy Maison        | France  | VC Toucy              |    | 0 s             |
| 9  | Rudy Molard          | France  | Cofidis               |    | 0 s             |
| 10 | Romain Hardy         | France  | Cofidis               |    | 36 s            |

## Liste des participants
- Liste de départ complète